# فيليب جاكوبسون (عسكري)
فيليب جاكوبسون (بالإنجليزية: Philip Jacobson)‏ هو عسكري بريطاني، ولد في 10 سبتمبر 1938، وتوفي في 2018 بسبب التهاب السحايا.